# Сан-Фернандо (Каліфорнія)
Сан-Фернандо (англ. San Fernando) — місто (англ. city) в США в долині Сан-Фернандо, на північному заході округу Лос-Анджелес штату Каліфорнія. Населення — 23 946 осіб (2020).

## Географія
Сан-Фернандо цілком оточене містом Лос-Анджелес, з районами Сільмар на півночі, Лейк В'ю Террас на сході, Пакоімой на півдні та Міссіон Гіллс на заході. Через місто проходять державні магістралі № 5 (Голден Стейт), № 210 (Футхілл), № 405 (Сан-Дієго) та маршрут № 118 (Рональд Рейган). За даними Бюро перепису населення США в 2010 році місто мало площу 6,15 км², уся площа — суходіл.

## Демографія

### Перепис 2010

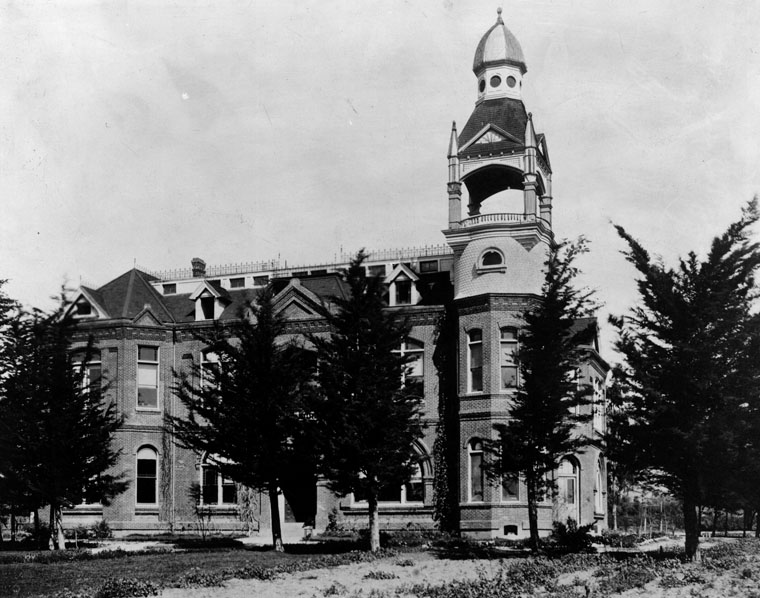
Теологічна школа Маклей в Сан-Фернандо, 1890 рік

Згідно з переписом 2010 року, у місті мешкало 23 645 осіб у 5967 домогосподарствах у складі 4972 родин. Густота населення становила 3846 осіб/км².  Було 6291 помешкання (1023/км²).
Расовий склад населення:
| - 51,0 % — білих - 1,3 % — корінних американців - 1,0 % — азіатів - 0,9 % — чорних або афроамериканців - 0,1 % — вихідців з тихоокеанських островів - 41,8 % — осіб інших рас |

До двох чи більше рас належало 3,7 %. Частка іспаномовних становила 92,5 % від усіх жителів.
За віковим діапазоном населення розподілялося таким чином: 29,4 % — особи молодші 18 років, 62,2 % — особи у віці 18—64 років, 8,4 % — особи у віці 65 років та старші. Медіана віку мешканця становила 30,7 року. На 100 осіб жіночої статі у місті припадало 100,7 чоловіків;  на 100 жінок у віці від 18 років та старших — 98,2 чоловіків також старших 18 років.
Середній дохід на одне домашнє господарство  становив 65 555 доларів США (медіана — 55 170), а середній дохід на одну сім'ю — 67 470 доларів (медіана — 56 162). Медіана доходів становила 35 778 доларів для чоловіків та 36 129 доларів для жінок. За межею бідності перебувало 18,9 % осіб, у тому числі 24,8 % дітей у віці до 18 років та 12,8 % осіб у віці 65 років та старших.
Цивільне працевлаштоване населення становило 10 814 особи. Основні галузі зайнятості: освіта, охорона здоров'я та соціальна допомога — 19,5 %, виробництво — 16,5 %, роздрібна торгівля — 11,2 %, будівництво — 10,9 %.

### Перепис 2000
За переписом 2000 року в Сан-Фернандо проживає 23,564 людини, є 5,774 домогосподарства і 4,832 родини, що проживають в місті. Густота населення 3822,7 осіб/км². У місті 5932 одиниці житла із середньою щільністю 962,3 осіб/км². Расовий склад складається з 42,76% білих, 0,98% афроамериканців, 1,69% корінних американців, 1,12% азіатів, 0,11% вихідців з тихоокеанських островів, 49,35% інших рас та 3,98% — дві або більше рас. латиноамериканців будь-якої раси — 89,28%.
У місті є 5,774 домогосподарства, з яких 52,8% мають дітей віком до 18 років, які проживають з ними, 59,1% подружніх пар, що живуть разом, 16,4% жінок проживають без чоловіків, а 16,3% не мають родини. 12,4% всіх домогосподарств складаються з окремих осіб і 5,6% є самотні люди у віці 65 років та старше. Середній розмір домогосподарств 4.07, середній розмір родини 4,33.
У місті проживає 34,4% населення у віці до 18 років, 11,4% з 18 до 24 років, 32,1% з 25 до 44 років, 15,0% від 45 до 64 років і 7,0% від 65 років та старше. Середній вік становить 27 років. На кожні 100 жінок припадає 101,7 чоловіків. На кожні 100 жінок у віці 18 років та старше налічується 99,9 чоловіків.
Середній дохід на домогосподарство становить $39 909, середній дохід на сім'ю $40 138. Чоловіки мають середній дохід $26 068 проти $22 599 у жінок. Дохід на душу населення в місті дорівнює $11 485. 15,3% сімей або 19,1% населення живуть за межею бідності, в тому числі 22,5% з них молодше 18 років і 15,6% у віці 65 років та старше.

## Економіка

### Головні підприємці
Згідно всебічному фінансовому звіту міста за 2009 рік, головними підприємцями є:
| #  | Роботодавець                        | Кількість працівників |
| -- | ----------------------------------- | --------------------- |
| 1  | Los Angeles Unified School District | 490                   |
| 2  | PureTek                             | 400                   |
| 3  | JT Contractors                      | 400                   |
| 4  | Pepsi Beverages Company             | 300                   |
| 5  | Samco Scientific                    | 300                   |
| 6  | округ Лос-Анджелес                  | 275                   |
| 7  | Future Graphics                     | 220                   |
| 8  | Padilla's Company                   | 200                   |
| 9  | City of San Fernando                | 190                   |
| 10 | Medical Illumination International  | 155                   |
| 11 | Dr Pepper Snapple Group             | 100                   |
| 12 | J&M Products                        | 100                   |
| 13 | Newco International                 | 100                   |
| 14 | Santana Formal Accessories          | 100                   |
| 15 | Partners in Care Foundation         | 95                    |
| 16 | Northeast Valley Health Corporation | 85                    |
| 17 | Carlson & Co.                       | 82                    |
| 18 | Padilla Paving                      | 80                    |
| 19 | Payless Foods                       | 80                    |
| 20 | Veolia Transport                    | 80                    |

## Освіта

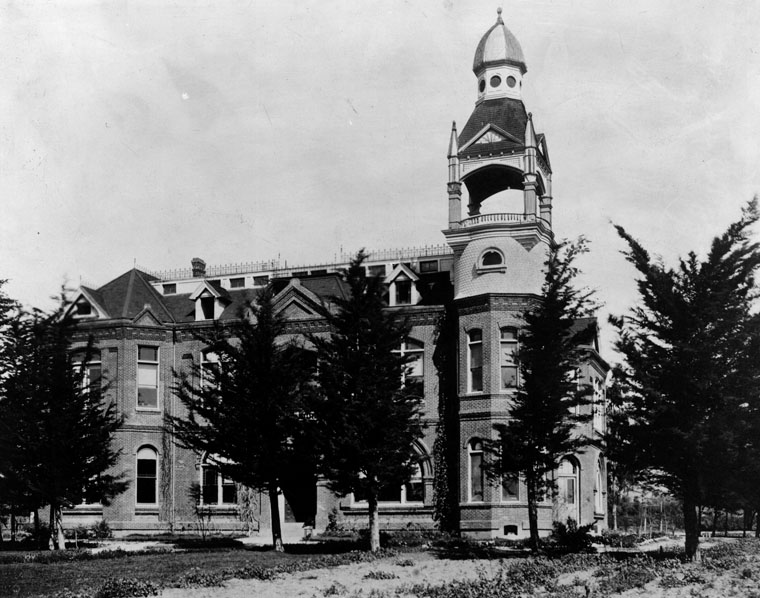
Теологічна школа Маклей в Сан-Фернандо, 1890 рік

У Сан-Фернандо розташовані такі навчальні заклади, з Об'єднаний шкільний округ Лос-Анджелеса:
- школа О'Мелвені[недоступне посилання з липня 2019]
- Початкова школа Морнінгсайд
- Початкова школа Сан-Фернандо
- Середня школа Сан-Фернандо
- Регіональна середня школа долини[8].
- Міжнародна академія дослідників Vaughn.
- Triumph Charter Academy; PUC Charter School
- Nueva Esperanza Charter Academy; PUC Charter School

## Публічні бібліотеки
Публічна бібліотека округу Лос-Анджелес працює в Бібліотеці Сан-Фернандо на 217 Норт-Маклей авеню.